# Taobao
Таобао (англ. Taobao, адреса — Taobao.com) — онлайн Інтернет-магазин, орієнтований для споживачів у КНР. Сайт працює за системою C2C, «Споживач для Споживача» — форма електронної торгівлі, яка полягає в продажі товарів і послуг між споживачами. У мережева крамниця Taobao виступає в ролі посередника між покупцем і продавцем.
Заснований Alibaba Group (Alibaba.com), створений для полегшення угод між окремими споживачами й широким діапазоном продавців, такими як роздрібні продавці, оптові продавці тощо. Для полегшення роботи з Таобао на території колишнього СРСР працюють посередники, такі, як taobaofocus.com [Архівовано 20 жовтня 2017 у Wayback Machine.], xoposho.com, в Україні — Asiaworld.cn.ua [Архівовано 23 жовтня 2020 у Wayback Machine.], justbuy.ua, ua-tao.com. За їх підтримки клієнти можуть замовити, сплатити, та отримати вже перевірений товар.
Головний офіс Taobao знаходиться у Ханчжоу.
Для реєстрації на Таобао необхідно мати телефонний номер китайського оператора та рахунок в китайському банку. Також існує мовний бар'єр. Такі нюанси суттєво ускладнюють роботу без посередника.
На Taobao пропонується різноманітний асортимент товарів: одяг і аксесуари, взуття, головні убори, побутова техніка й інші предмети першої необхідності й товари народного споживання. Користувачі можуть використовувати функцію пошуку, щоб знайти товари, у результатах пошуку можна зрівняти ціни від різних продавців.
Продавці можуть виставляти нові й колишні у вживанні товари до продажу на сайті Taobao з постійною ціною, з договірною ціною або аукціон.
Заснований в 2003, Taobao.com — неофіційно «найбільший торговельний сайт в Азії», найбільший онлайн аукціон у китайському сегменті Інтернету, займаючи приблизно три чверті частки ринку, згідно із внутрішньою фірмою дослідження iResearch.
У 2008 на Taobao зареєстрованих членів налічувалося до 98 млн осіб.
В 2008 оборот склав 99.96 млрд юанів (близько 15 млрд доларів США), при цьому на частку Taobao доводилося 80 % угод, від усього обсягу продажів на китайському ринку Інтернет-магазинів.
9 жовтня 2009 денний оборот досяг рекордних 626 мільйонів юанів.